# Stand Up (쿠라키 마이의 노래)
〈Stand Up〉(스탠드 업)은 일본의 가수 쿠라키 마이의 8번째 CD 싱글로 2001년 4월 18일에 기자 스튜디오에서 발매됐다.
악곡은 《소켄비차 Natural Breeze 2001 happy live》 테마송이다. 싱글 A면곡의 작곡 · 편곡을 처음으로 토쿠나가 아키히토가 담당했다. 10주년을 기념한 베스트 음반 《ALL MY BEST》를 PR할 때에는, 〈Love, Day After Tomorrow〉 〈Stay by my side〉 〈Secret of my heart〉 〈Feel fine!〉으ㅗ 대표곡과 함께 소개되고 있기 때문에, 이 곡도 대표곡으로 들고 있다. 또, 대부분의 그녀의 소개 문서에는 이상 4곡과 해당 악곡의 합계 5곡을 대표곡으로 들고 있다.
2004년, 댄스☆맨이 음반 《Funkcoverlic》에서 커버.
커플링곡인 〈YES or NO (TRANCE Continental Remix) (Radio Edit)〉는 〈Stand Up〉의 아날로그판에도 수록되어있지만, 이 리믹스 버전 뿐이며, 오리지널 버전은 현재도 발표되고 있지 않다.
자켓 사진은 블루스 스프링스틴의 3번째 음반 《Born to Run》의 패러디이다.

## 싱글 수록곡
1. Stand Up (4:36)
  - 작사: 쿠라키 마이, 작곡 · 편곡: 토쿠나가 아키히토
2. Double Rainbow (4:42)
  - 작사: 쿠라키 마이, 작곡 · 편곡: YOKO Black. Stone

가사는 “더블 레인보우를 본 사람은 행복해진다.”(ダブルレインボー（二重虹）を見た人は幸せになる)라는 하와이의 전설을 근원으로 쓰여졌다.
3. YES or NO (TRANCE Continental Remix) (Radio Edit) (5:38)
  - 작사: 쿠라키 마이, 작곡: 오노 아이카, 리믹스: 자니 비셔스 & Dj Koutarou.A
4. Stand Up (Instrumental)

## 스태프 크레딧
- 쿠라키 마이: 코러스
- 토쿠나가 아키히토: 코러스 (#1)
- YOKO Black. Stone: 코러스 (#2)
- 자니 비셔스 & DJ Koutarou.A: 키보드, 프로그래밍 (#3)

## 수록 음반
- Perfect Crime
- Wish You The Best
- ALL MY BEST
- BEST HIT BEING
- MAI KURAKI BEST 151A -LOVE & HOPE-